# Snežana Radović
Snežana Radović je generalni direktor Generalnog direktorata za evropske poslove u Ministarstvu inostranih poslova i evropskih integracija Crne Gore.

## Obrazovanje
Snežana Radović rođena je u Podgorici, 27. avgusta 1971. Studirala je na Fakultetu političkih nauka u Sarajevu i Filozofskom fakultetu u Nikšiću. Dvogodišnje magistarske studije završila je na Fakultetu političkih nauka u Podgorici, uz višemjesečni studijski boravak na Fakultetu političkih znanosti u Zagrebu. 

## Karijera
Od decemba 2012. godine obavlja dužnost generalnog direktora za evropske poslove u Ministarstvu inostranih poslova i evropskih integracija Crne Gore. Prije toga, tri godine, bila je savjetnik u Ambasadi Crne Gore u Mađarskoj. Za vrijeme mandata u Budimpešti pratila je politička dešavanja u zemlji, pokrivala konzularne i knjigovodstvene dužnosti i aktivno ispratila predsjedavanje Mađarske EU, koje je uslijedilo odmah nakon sticanja statusa kandidata Crne Gore za članstvo u Evropskoj uniji. Prema potrebi, bila je otpravnik poslova u ambasadi.
Prije odlaska na mandat, Snežana Radović je više godina obavljala dužnost savjetnika u Direkciji za NATO u Ministarstvu inostranih poslova Crne Gore, bila sekretar Komisije za interresorne aktivnosti u Partnerstvu za mir, kao i član Koordinacionog tima za implementaciju Komunikacione strategije o evroatlantskim integracijama Crne Gore.
Prethodno, tokom sedmogodišnjeg radnog angažovanja u Radio i televiziji Crne Gore, bavila se međunarodnim odnosima u ovoj TV kući i bila urednik Redakcije za obradu stranih programa i međunarodne razmjene. 
Uz pasivno znanje nekoliko jezika, među kojima se ističe makedonski, govori engleski i uspješno se koristi mađarskim jezikom.